# Ґунтіс Береліс
Ґунтіс Береліс (латис. Guntis Berelis; *2 липня 1961) — латвійський письменник, журналіст і літературний критик.

## Біографія
Навчався на фізико-математичному і філологічному факультетах Латвійського університету. Керував відділом критики літературного журналу Спілки письменників Латвії «Karogs» («Прапор»). Автор книг «Міфоманія» (латис. Mitomānija, 1989), повісті для дітей «Агнеса і володар Пітьми» (латис. Agnese un Tumsas valdnieks, 1995), збірок есе «Тиша і слово» (латис. Klusums un vārds, 1997), «Полювання на Мінотавра» (латис. Mīnotaura medības, 1999), збірок статей «Історія латвійської літератури» (латис. Latviešu literatūras vēsture, 1999), «Не їж це яблуко. Це витвір мистецтва» (латис. Neēd šo ābolu, tas ir mākslas darbs, 2001).

## Нагороди
- Лауреат Премії імені Клавса Елсбергса (1989)
- Лауреат Фонду латвійської культури (1995).